# تريفور سكوت
تريفور سكوت (بالإنجليزية: Trevor Scott)‏ هو لاعب كرة قدم أمريكية أمريكي، ولد في 30 أغسطس 1984 في نيويورك في الولايات المتحدة.

## وصلات خارجية
- تريفور سكوت على موقع مرجع كرة القدم المحترفة.كوم (الإنجليزية)